# جان بارتلی (بازیکن فوتبال)
جان بارتلی (انگلیسی: John Bartley؛ زادهٔ ۱۵ سپتامبر ۱۹۵۸) بازیکن فوتبال اهل بریتانیا است.
از باشگاه‌هایی که در آن بازی کرده‌است می‌توان به باشگاه فوتبال ولینگ یونایتد، باشگاه فوتبال چلمزفورد سیتی، باشگاه فوتبال دارتفورد، و باشگاه فوتبال میلوال اشاره کرد.